# Freycinetia pauperata
Freycinetia pauperata är en enhjärtbladig växtart som beskrevs av Huynh. Freycinetia pauperata ingår i släktet Freycinetia och familjen Pandanaceae. Inga underarter finns listade.